# Mucho gusto
Mucho gusto es un programa de televisión chileno de tipo magacín matinal, producido y transmitido por Mega desde el Mes de Septiembre del año 2001, y es conducido actualmente por Karen Doggenweiler y José Antonio Neme.

## Historia
En sus inicios, el programa era temático, dedicado solamente a la cocina y fue conducido por el chef Chris Carpentier y Magdalena Montes, quien había sido notera en Día a día de TVN. Con 45 minutos de duración en su primera temporada, solo los fines de semana, el programa de forma progresiva comenzó a extenderse en duración hasta 4 horas, momento en el que Carpentier fue reemplazado por el también chef Carlo von Mühlenbrock. A la vez también contaban con un trío musical de apoyo denominado La Mezclita.
El éxito del entonces espacio de cocina, ayudó que de forma incipiente pasase a ser un programa matinal, que ha logrado competir de igual forma con los espacios matinales de TVN y Canal 13.
En enero de 2003, se integró la cantante, actriz, animadora y exintegrante del conocido Jappening con Ja, Patricia Maldonado como la primera panelista de este matinal, quien se mantuvo durante 18 años como panelista estable del programa. 
A fines de noviembre de 2004, Carlo von Mühlenbrock toma la decisión de abandonar el programa debido a que acepta una oferta para convertirse en rostro de Canal 13, siendo reemplazado por José Miguel Viñuela, lo que gatilló que este último abandonara el programa juvenil Mekano. 
En el caso de Magdalena Montes, ella presentó su renuncia a Mega a fines de diciembre de 2008, perdiendo a sus animadores originales. Desde el verano de 2009, fue reemplazada por la actriz y animadora Javiera Contador.
Además, Mucho gusto tuvo una edición de fin de semana durante el último trimestre de 2005 con la conducción de Pamela Le Roy, Carolina Correa y Sebastián Norambuena, llamada Buenas tardes Mucho Gusto, la cual no siguió en pantalla por la precaria audiencia que obtuvo.
Para 2010, se integraron el humorista Álvaro Salas, quien se encargó del humor, y la controvertida modelo Pamela Díaz, quien fue la encargada de comentarios de espectáculos. Además de participar en otros programas por separado en este mismo canal, Salas fue jurado y más tarde, conductor de Coliseo romano mientras que Díaz, por su parte, fue la animadora de Secreto a voces.
Durante 2011 se integró Allison Göhler dando el pronóstico, con apariciones esporádicas.
El gran remezón vino en agosto de 2012, cuando José Miguel Viñuela renuncia a Mega y emigra por un sueldo millonario a TVN. Posteriormente el programa es conducido por Javiera Contador en compañía de Kike Morandé, Giancarlo Petaccia y Luis Jara quienes se rotaban la conducción del matinal. Este último quedaría como definitivo conductor del programa hasta mediados de 2020.
Paralelamente el canal le da permiso a Pamela Díaz para ingresar a participar a Pareja perfecta de Canal 13; después renunció a Mucho gusto para trabajar en otros proyectos.
En septiembre de 2012, el productor ejecutivo, Alejandro “Yuri” Santelices, presentó la renuncia a su cargo es reemplazado por Jorge Banderas. A fines de febrero de 2013, Javiera Contador se retira del programa luego de varios años para emprender nuevos proyectos.
Durante dos meses se mantuvo en la animación la abogada Macarena Venegas (de Veredicto), junto a Luis Jara. El 2 de mayo de 2013, se incorpora al equipo como la nueva animadora del programa Katherine Salosny, quien se queda junto a Luis.

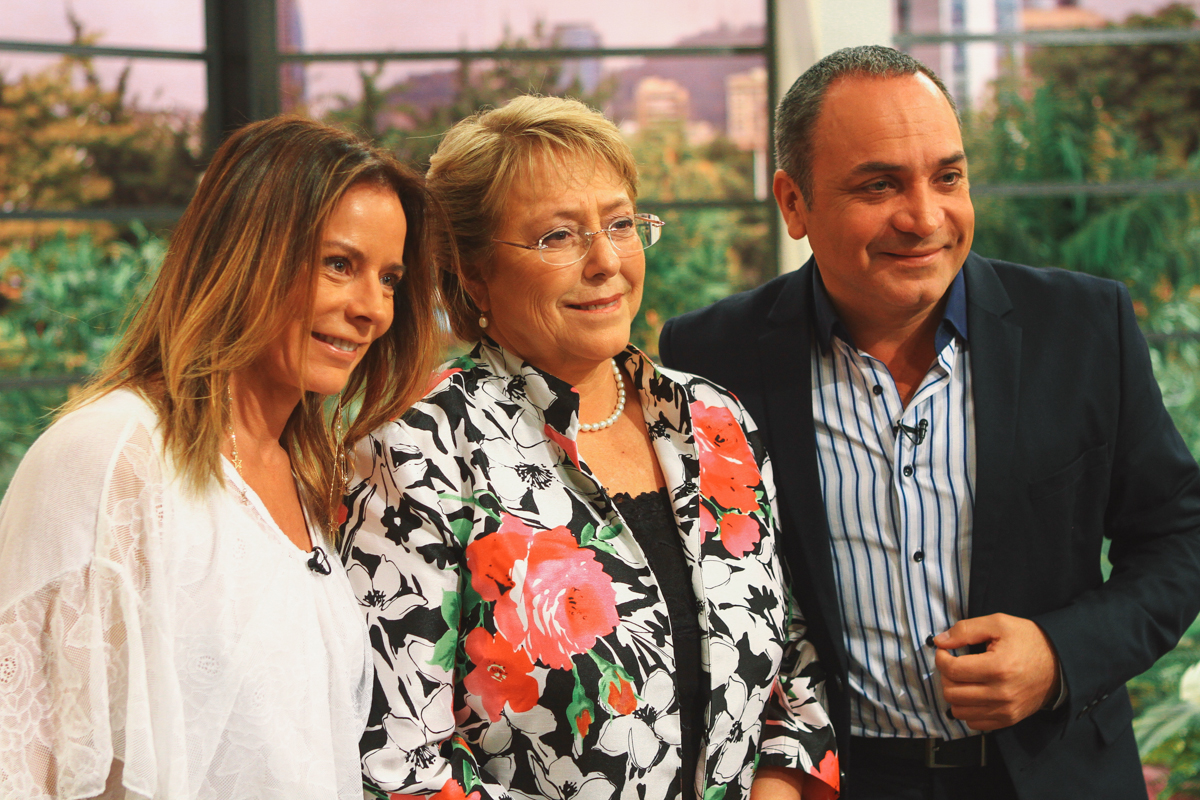
Luis Jara y Katherine Salosny junto a Michelle Bachelet en 2013.

El 7 de abril de 2014, el matinal estrena una nueva escenografía, además de un nuevo logo y gráficas. Además, desde esa fecha, se emite desde el estudio 6 de Mega. Inclusive, se incorporaron al equipo la exfigura de la televisión Ivette Vergara y el abogado Daniel Stingo como panelistas. A su vez también se integró como panelista, el periodista y conductor de noticias, José Antonio Neme, quien en ese entonces había llegado a la señal. El 8 de agosto, Jorge Banderas deja la producción ejecutiva del programa y asume su puesto Pablo "Pablete" Alvarado. 
El 19 de enero de 2015, se incorpora al equipo el locutor de radio y presentador de televisión Karol Lucero. El 30 de marzo de 2015, se renueva el programa con nuevo logo y casa nueva, en el mismo estudio 6 de Mega, además sumando la participación de la cantante juvenil Karen Bejarano, del comentarista deportivo Rodrigo Herrera y del comentarista de espectáculos español José Manuel "Manu" González. 
Desde enero de 2016, durante vacaciones de verano, un selecto grupo de niños de entre 6 y 14 años forman parte del ballet del programa Generación MG. Ellos entretienen al público bailando las canciones más populares a la fecha. Durante el segundo semestre de 2016, se integra al panel el exparticipante del reality show ¿Volverías con tu ex?, actor e influencer argentino Joaquín Méndez, quien además anima la sección buscatalentos para niños Las Estrellas MG (anteriormente Las estrellas de Joaquín).
El 1 de marzo de 2017, se confirma la desvinculación de Karen Bejarano y "Manu" González, quienes dejan el programa el 3 de marzo, la primera volvería años más tarde, esta vez, para ser jurado de la nueva temporada de Las Estrellas MG. En ese momento, fueron reemplazados por la chef, escritora y ganadora de la primera temporada de Master Chef, Daniela Castro, y la cantante, actriz y animadora de televisión María José Quintanilla. Ese mismo año, debutó en los despachos móviles de este matinal, el periodista Simón Oliveros. 
Entre el 5 de junio y el 24 de julio, regresa al programa y al canal después de cinco años el animador José Miguel Viñuela, donde asume la conducción en reemplazo de Luis Jara por problemas de salud. Luego se sumaría definitivamente al panel el 2 de octubre desde el mediodía, mientras se encontraba trabajando en Radio Candela conduciendo el programa Vente pa'cá. A su vez, en septiembre, también se integra al panel la conductora de televisión y ex conductora de realities show del canal, Karla Constant. El 31 de diciembre, el abogado Daniel Stingo abandona el espacio matutino debido a que no se le renovó contrato.
Desde enero de 2018, José Miguel cambia su espacio matinal con el conductor de televisión y locutor de radio Daniel Valenzuela en Radio Candela para asumir como tercer conductor del programa de 8:00 a. m. a 12:00 p.m.
El 22 de febrero de 2018, se desvincula a Katherine Salosny de la conducción del programa, quedando en su reemplazo la animadora Karla Constant, recayendo desde marzo en la conducción junto con Luis y José Miguel. Ese mismo año, se inició el proceso de panelistas invitadas por mes, comenzando con la animadora Bárbara Rebolledo en marzo, luego la actriz Francisca Imboden en abril y finalizando con la animadora, locutora de radio y también actriz Begoña Basauri en mayo, quien esta última se integra definitivamente al panel. 
A fines de ese mismo mes, la chef y escritora Daniela Castro abandona el programa debido a que no llegó un acuerdo con el canal, luego de permanecer desde 2017 en este matinal. Su lugar es ocupado por la cantante, actriz, animadora e hija de Gervasio, Millaray Viera.
En diciembre de este mismo año, el animador Luis Jara abandona la conducción del matinal debido a su receso televisivo de 7 meses para proyectarse tanto en su vida personal como en su carrera musical y en su nuevo disco, mientras que José Miguel y Karla se quedaron en la conducción. También en el mismo mes, Millaray Viera deja el programa para emigrar a otros proyectos en televisión, ya que está contratada para ir a otro canal de televisión para emprender nuevos proyectos allí.
En enero de 2019, anuncian que la presentadora de televisión Diana Bolocco se suma a la conducción, haciendo su debut el 3 de junio. Además, se integran como especialistas en noticias, los periodistas Soledad Onetto, José Luis Reppening y Andrea Arístegui. En mayo de ese mismo año, Ivette Vergara es desvinculada del espacio. Ese mismo mes, se integra al matinal, el astrólogo y tarotista Pedro Engel, quien se encargaba en la sección de astrología, rituales y horóscopos los miércoles hasta mediados de 2020.
Después de 7 meses, Luis Jara regresa al matinal el 1 de julio, además, sería parte de la banda sonora de la telenovela de época del canal, Yo soy Lorenzo, y permaneció hasta mediados de 2020. Tiempo después, los presentadores Karol Lucero y Karla Constant, y la cantante Patricia Maldonado; abandonan el matinal y el canal por varias razones, mientras que en febrero de 2020, el comentarista deportivo Rodrigo Herrera y el periodista José Antonio Neme, también fueron desvinculados de este matinal y del canal, este último, volvería al matinal un año después, esta vez, como su nuevo conductor. 
Por otra parte, el meteorólogo Gianfranco Marcone también sale del espacio y en su lugar entra, recién salida de Canal 13, la también meteoróloga Michelle Adam. Además, el actor e influencer argentino Joaquín Méndez y la cantante María José Quintanilla estrenarían su programa propio de juegos en conjunto con Lotería, La hora de jugar. 
Es en esa época que, por medio de la noticia por las protestas en Chile contra la desigualdad social, y a raíz del estallido social en octubre de 2019, y más tarde, de la noticia mundial por la pandemia de coronavirus desde marzo de 2020 en adelante, el matinal comienza a hacer un cambio para pasar a un rumbo noticioso con estos hechos que han vivido durante este tiempo. 
El 30 de julio de 2020, Begoña Basauri anunció que deja el matinal. Ese mismo mes, el periodista Simón Oliveros debutaría como conductor interino dando un giro a este matinal que, desde octubre de 2019 aún mantiene su temática noticiosa; y reemplazando a José Miguel Viñuela, quien se encontraba suspendido del matinal y que meses después volviera a la conducción hasta marzo de 2021. Un mes después, luego del regreso de José Antonio al canal y al matinal, y de su debut como conductor allí; Simón, por su parte, volvería a su cargo como notero móvil, y en varias ocasiones, como conductor reemplazante. 
Por otra parte, Pablo "Pablete" Alvarado, abandonó su cargo como productor ejecutivo del matinal y más tarde, abandona el canal luego de casi 5 años. 
En noviembre, la periodista Soledad Onetto anunció que dejaba el matinal, meses después, volvería al matinal, esta vez, en reemplazo de Diana por sus vacaciones con su familia. Ese mismo mes, luego de un año sin aparecer en este matinal, la cantante Patricia Maldonado es desvinculada tanto del matinal como del canal, ya que no le renovaron contrato. En este mismo mes, Karla Constant vuelve a Mega, y retoma la conducción de este matinal, desde mayo hasta septiembre de 2022, fue conductora titular junto con José Antonio Neme, luego de sus compromisos con el canal. Además, en reemplazo de Soledad, se sumó Andrea Arístegui al panel y también se sumó la periodista Paulina de Allende-Salazar, además se integran el economista Roberto Saa y el abogado y convencional constituyente Rodrigo Logan. 
En agosto de 2022, anunció que Diana Bolocco abandona la conducción de este matinal, debido a otros compromisos ya pactados; por otra parte, la periodista Soledad Onetto regresaría como conductora titular de este matinal. Un mes después, se integraría como nueva conductora de este matinal, la presentadora de televisión Karen Doggenweiler. 
Ese mismo año, y en medio del regreso a la realización del emblemático Festival Internacional de la Canción de Viña del Mar, luego de dos años; se integra al panel el periodista Andrés Caniulef para contar los entretelones de lo que sería la edición 2023 de este certamen y recordar sus mejores momentos cuando este festival fue televisado por este canal, aparte de contar otras noticias del espectáculo. Además, se integra al equipo de meteorólogos del canal el periodista Alejandro Sepúlveda. 
En julio de este año, el matinal disminuyó su horario y actualmente se transmite desde las 8:00 de la mañana hasta el mediodía para dar espacio al noticiero Meganoticias Alerta. Además, acompañan a Karen y a José Antonio los conductores del noticiero matutino Meganoticias Amanece, Natasha Kennard y Gonzalo Ramírez, también ingresa a los despachos móviles del matinal el periodista Karim Butte. 

### Controversias
El 16 de julio de 2020, una polémica se generó en el programa, donde el animador José Miguel Viñuela, cortó el pelo a un camarógrafo sin autorización, en plena transmisión, lo que generó molestia a los televidentes y los cibernautas. Al día siguiente, el animador pidió disculpas por su irresponsabilidad. Los hechos ocurridos generaron que el canal lo retirara de la conducción del programa del matinal, por lo ocurrido y por su parte el camarógrafo anunció una demanda millonaria en contra del animador por los daños que causó.
Finalmente, Viñuela fue reemplazado por el periodista del matinal, Simón Oliveros, quien debutó con éxito. El productor del matinal, Pablo "Pablete" Alvarado, por su parte, anuncia su renuncia como productor del matinal y es reemplazado por Camila Doenitz, y más tarde, por Ignacio Corvalán. 
Otra polémica que no fue gusto de todos fue la que protagonizó la periodista Paulina de Allende-Salazar, quien fue desvinculada del matinal y del canal, en abril de 2023; debido al maltrato a la institución de Carabineros de Chile, al referirse al cabo Daniel Palma como un paco, lo que posteriormente, gatilló 2 mil denuncias de los telespectadores al Consejo Nacional de Televisión.

## Presentadores
| Año  | Presentadores oficiales                         |
| ---- | ----------------------------------------------- |
| 2001 | Chris Carpentier y Magdalena Montes             |
| 2002 | Carlo von Mühlenbrock y Magdalena Montes        |
| 2003 | Carlo von Mühlenbrock y Magdalena Montes        |
| 2004 | Carlo von Mühlenbrock y Magdalena Montes        |
| 2005 | José Miguel Viñuela y Magdalena Montes          |
| 2006 | José Miguel Viñuela y Magdalena Montes          |
| 2007 | José Miguel Viñuela y Magdalena Montes          |
| 2008 | José Miguel Viñuela y Magdalena Montes          |
| 2009 | José Miguel Viñuela y Javiera Contador          |
| 2010 | José Miguel Viñuela y Javiera Contador          |
| 2011 | José Miguel Viñuela y Javiera Contador          |
| 2012 | José Miguel Viñuela y Javiera Contador          |
| 2013 | Luis Jara y Katherine Salosny                   |
| 2014 | Luis Jara y Katherine Salosny                   |
| 2015 | Luis Jara y Katherine Salosny                   |
| 2016 | Luis Jara y Katherine Salosny                   |
| 2017 | Luis Jara y Katherine Salosny                   |
| 2018 | Luis Jara, Karla Constant y José Miguel Viñuela |
| 2019 | José Miguel Viñuela y Karla Constant            |
| 2019 | Diana Bolocco y Luis Jara                       |
| 2020 | Diana Bolocco y Luis Jara y José Miguel Viñuela |
| 2021 | Diana Bolocco y José Miguel Viñuela             |
| 2022 | Diana Bolocco y José Antonio Neme               |
| 2023 | Karen Doggenweiler y José Antonio Neme          |
| 2024 | Karen Doggenweiler y José Antonio Neme          |
| 2025 | Karen Doggenweiler y José Antonio Neme          |

## Equipo

### Realizadores
- Productor Ejecutivo:
- Productor General: Álvaro Suárez
- Coordinador de Producción: César Díaz
- Dirección General: Juan Pablo Sánchez
- Asistentes de Dirección: Víctor Leal, Jacqueline Aguilera.
- Productores: Miguel Rodríguez, Camila González, Ignacio del Barrio, Paulina Silva, Bárbara Puig, Gonzalo Zúñiga. Daglo Carvajal
- Camarógrafos: Pablo Gutiérrez, Cristian Rebolledo, Manuel Morán.
- Postproducción: Mauricio Mansilla, Rolando Aravena.
- Editora general: Camila Doenitz.
- Sub Editores: Ricardo Reinoso, Jimena Cordovez, Pedro Pablo Díaz, Carla Burgos.
- Periodistas: Simón Oliveros, Fernanda Zúñiga, Juan Pablo Muñoz, Valeska Wartemberg, Rocío Cartagena y Delfina Gómez
- Musicalizador DJ: Patricio Rivas
- Montajistas: Patricio Santander, Verónica Reyes, Fernanda Pinto, Marcos Vásquez, Ignacio Mery González y Marcelo "Zazá" Zamora
- Diseño Gráfico: Jorge Jiménez y James Marchant

### Presentadores
- Conductores:José Antonio Neme, Karen Doggenweiler.
- Especialistas: Natasha Kennard, Gonzalo Ramírez.
- Periodistas y panelistas: Roberto Saa, Andrés Caniulef.
- El Tiempo: Jaime Leyton, Alejandro Sepúlveda.

## Premios y nominaciones
| Año       | Premio         | Categoría                  | Trabajo                | Resultado |
| --------- | -------------- | -------------------------- | ---------------------- | --------- |
| 2006      | Copihue de Oro | Mejor Matinal              | Mucho Gusto            | Nominado  |
| 2011      | Copihue de Oro | Mejor Animador             | José Miguel Viñuela    | Nominado  |
| 2011      | Copihue de Oro | Mejor Animadora            | Javiera Contador       | Nominada  |
| 2011      | Copihue de Oro | Mejor Matinal              | Mucho Gusto            | Nominado  |
| 2012      | Copihue de Oro | Mejor Animador             | José Miguel Viñuela    | Nominado  |
| 2012      | Copihue de Oro | Mejor Animadora            | Javiera Contador       | Nominada  |
| 2012      | Copihue de Oro | Mejor Matinal              | Mucho Gusto            | Ganador   |
| 2013      | Copihue de Oro | Mejor Animador             | Luis Jara              | Ganador   |
| 2013      | Copihue de Oro | Mejor Animadora            | Katherine Salosny      | Nominada  |
| 2013      | Copihue de Oro | Mejor Matinal              | Mucho Gusto            | Nominado  |
| 2014      | Copihue de Oro | Mejor Animador             | Luis Jara              | Ganador   |
| 2014      | Copihue de Oro | Mejor Animadora            | Katherine Salosny      | Ganadora  |
| 2014      | Copihue de Oro | Mejor Matinal              | Mucho Gusto            | Ganador   |
| 2015      | Copihue de Oro | Mejor Animador             | Luis Jara              | Ganador   |
| 2015      | Copihue de Oro | Mejor Animadora            | Katherine Salosny      | Nominada  |
| 2015      | Copihue de Oro | Mejor Matinal              | Mucho Gusto            | Ganador   |
| 2016      | Copihue de Oro | Mejor Animador             | Luis Jara              | Ganador   |
| 2016      | Copihue de Oro | Mejor Animadora            | Katherine Salosny      | Nominada  |
| 2016      | Copihue de Oro | Mejor Matinal              | Mucho Gusto            | Ganador   |
| 2017      | Copihue de Oro | Mejor Animador             | Luis Jara              | Nominado  |
| 2017      | Copihue de Oro | Mejor Animadora            | Katherine Salosny      | Nominada  |
| 2017      | Copihue de Oro | Mejor Animador             | José Miguel Viñuela    | Nominado  |
| 2017      | Copihue de Oro | Mejor Matinal              | Mucho Gusto            | Ganador   |
| 2018      | Copihue de Oro | Mejor Animador             | José Miguel Viñuela    | Nominado  |
| 2018      | Copihue de Oro | Mejor Animadora            | Karla Constant         | Nominada  |
| 2018      | Copihue de Oro | Mejor Panelista o notero/a | Begoña Basauri         | Ganadora  |
| 2018      | Copihue de Oro | Mejor Matinal              | Mucho Gusto            | Ganador   |
| 2019/2020 | Copihue de Oro | Mejor Animador             | José Miguel Viñuela    | Nominado  |
| 2019/2020 | Copihue de Oro | Mejor Animadora            | Diana Bolocco          | Ganadora  |
| 2019/2020 | Copihue de Oro | Mejor Panelista o notero/a | María José Quintanilla | Nominada  |
| 2019/2020 | Copihue de Oro | Mejor Matinal              | Mucho Gusto            | Ganador   |